# Luca Ascani
Luca Ascani (Loreto, 29 giugno 1983) è un ex ciclista su strada italiano, professionista dal 2005 al 2012, con caratteristiche di passista.

## Carriera
Dopo tre stagioni tra i dilettanti Elite/Under-23, Ascani passa professionista nel 2005 con la Naturino-Sapore di Mare di Vincenzo Santoni; rimane in questa squadra fino al 2007, anno in cui vince la classifica generale del Giro d'Abruzzo e il titolo nazionale italiano a cronometro.
Proprio al termine della crono nazionale un test antidoping rileva tracce di EPO nel sangue di Ascani: il ciclista viene prima sospeso dal suo team, e poi, dopo che le contro-analisi avevano dato ancora esito positivo, privato della vittoria tricolore. Nel maggio 2008 verrà squalificato per due anni dal Giudice di Ultima Istanza in materia di doping del CONI.
Ritorna a correre all'inizio del 2010 con la formazione marchigiana CDC-Cavaliere, e già quell'anno consegue il primo successo dopo il rientro, vincendo il Tour de Serbie. L'anno dopo è tra le file della D'Angelo & Antenucci-Nippo, e si classifica terzo al Giro del Trentino e quarto al Giro di Slovenia; nel 2012 viene ingaggiato dalla Farnese Vini-Selle Italia per quella che risulterà la sua ultima stagione da professionista.

## Palmarès

### Strada
- 2005 (Naturino-Sapore di Mare, una vittoria)

7ª tappa Tour of Qinghai Lake (Xining > Xinhua)
- 2007 (Aurum Hotels, due vittorie)

1ª tappa Giro d'Abruzzo (Cepagatti > Cepagatti)
Classifica generale Giro d'Abruzzo
- 2010 (CDC-Cavaliere, una vittoria)

Classifica generale Tour de Serbie

## Piazzamenti

### Classiche monumento
- Milano-Sanremo

2005: 86º
2006: ritirato
- Giro delle Fiandre

2012: ritirato
- Parigi-Roubaix

2012: ritirato